# Aberație geometrică
În optică, aberația geometrică constă în abaterea de la condiția de stigmatism, datorită faptului că drumurile optice ale diferitelor raze de lumină ce concură la formarea fiecărui punct al imaginii variază în urma trecerii acestor raze prin diferitele zone ale sistemului optic.
Apare în cazul fasciculelor înguste înclinate, îndepărtate sau nu de axa optică, precum și la fasciculele largi, centrate sau nu pe axa optică.